# Mehmet V
Mehmet V Reshad (osmanska: محمد خامس), född 2 november 1844 i Konstantinopel, död 3 juli 1918 i Konstantinopel, var den 35:e sultanen av Osmanska riket. Mehmet V var son till sultanen Abd ül-Mecid I och gemålen Gülcemal.
Hans regeringstid började den 27 april 1909 efter statskuppen av ungturkarna mot Abd ül-Hamid II, men han hade som ett resultat av kuppen föga reell politisk makt. Alla beslut fattades av de olika medlemmarna i den osmanska regeringen, och under första världskriget av de tre paschorna: Enver Pascha, Talaat Pascha och Djemal Pascha. 
Mehmet V var intresserad av kultur och framför allt litteratur, och han har beskrivits som en talangfull poet och kalligraf. Han avled 1918 och efterträddes av sin yngre bror Mehmet VI.